# 武陵寺塔
武陵寺塔位于陕西省咸阳市永寿县旧县城西南，1957年被列为第二批陕西省文物保护单位，2006年被列为第六批全国重点文物保护单位。
武陵寺始建于北魏，早已被毁，仅存遗址、宋塔一座、石佛两尊、清道光《重修武陵寺碑》一通。塔系楼阁式砖塔，平面呈八角形，直径6米，共五层，高27.5米。武陵寺塔原鉴定为唐塔，1983年维修时在塔顶发现了“熙宁重宝”古币以及“大观元年”墨迹残砖，证实该塔为北宋所建。